# 国津郵便局
国津郵便局（くにつゆうびんきょく）は、三重県名張市にある郵便局。民営化前の分類では集配特定郵便局であった。

## 概要
- 〒518-0501三重県名張市長瀬1472－2
  - かつては名張市を名張郵便局と共に担う集配郵便局であったが、民営化前の集配郵便局再編の際に当局は配達センター局とされ、民営化後に集配業務を名張郵便局へ移管し、無集配局となった。

## 沿革
- 2007年（平成19年）3月5日 - ゆうゆう窓口（郵便時間外窓口）を廃止し、配達センター局に移行。
- 2007年（平成19年）10月1日 - 民営化に伴い、併設された郵便事業名張支店国津集配センターに一部業務を移管。
- 2012年（平成24年）10月1日 - 日本郵便株式会社発足に伴い、名張郵便局国津集配センターを国津郵便局に統合。
- 2015年（平成27年）2月2日 - 名張郵便局へ集配業務を移管。
- 2019年（平成31年）4月1日 - 風景印使用開始。

## 取扱内容
- 郵便、印紙、ゆうパック、内容証明
- 貯金、為替、振替、振込、国債
- 生命保険、バイク自賠責保険、がん保険
- ゆうちょ銀行ATM

## 風景印
- 図案は比奈地ダムと鮎[1]。
- 局名表記は「三重 国津」[1]
- 使用開始日は2019年（平成31年）4月1日。
- 比奈地ダム管理所長らの提案で導入された[1]。比奈地ダムと国津郵便局は自動車で10分程度離れており[1]、比奈地郵便局のほうがダムに近い[2]。しかし、比奈地郵便局は比奈地ダム完成前に風景印を導入し、青蓮寺ダムの図案を採用した[2]。

## 周辺
- 国津郵便局前バス停 - 国津コミュニティバスあららぎ号[3]
- 名張川
- 名張サウスカントリー倶楽部
- 名張市健康福祉部　国津地区まちの保健室
- 国津神社
- 長瀬のヒダリマキガヤ
- 不動寺
- 新日本運輸株式会社名張営業所兼長瀬倉庫